# Барятинский, Фёдор Юрьевич
Фёдор Юрьевич Барятинский (? — † 1696) — князь, голова и воевода, окольничий во времена правления Алексея Михайловича, Фёдора Алексеевича, Ивана V Алексеевича, правительницы Софьи Алексеевны и Петра I Алексеевича.
Сын князя, боярина и воеводы Юрия Никитича Барятинского и княжны Степаниды Васильевны, урождённой Грязновой.

## Биография
Жилец (1663). Пожалован в стольники (01 января 1665). Ездил за Государём в его осенних и зимних походах (1668—1671). На смотру Государя был в числе «чиновных» стольников (1671). При встрече шведских послов был головою у стольников (31 декабря 1673). При встрече Кизилбашских послов был на церемонии с 4-й сотней (26 декабря 1674). При похоронах царя нёс гроб Алексея Михайловича (30 января 1676). Назначен 3-м воеводою Большого полка и получил указание ехать из Москвы в Севск собрать ратных людей и всякие военные припасы (февраль 1679). Воевода Пермский, Чардынский и Соликамский (1681—1683). Пожалован за Крымские походы «кубок золочён с крышкой, кафтан золотой на соболях, да придачи 70 рублей и 250 ефимков» (27 июня 1689). Пожалован в окольничии (01 февраля 1691). Послан вместе с бояриным Шереметьевым и войсками к гетману Мазепе, для вспоможения Малороссии против турок и татар (1691). Воевода в Севске (1692—1693), куда Государи послали гонца с милостивым словом к нему, за его службу (1693). Дневал и ночевал у гроба царя Ивана V Алексеевича (05 февраля 1696). Умер († 1696).

## Семья
Женат дважды.
1-я жена: Анна Владимировна урождённая Злобина, дочь Владимира Фёдоровича и Татьяны Михайловны Злобиных:
- дочь княжна Прасковья Фёдоровна — жена стольника Алексея Ивановича Нарышкина (с 1697).

2-я жена: княжна Анна Даниловна урождённая Велико-Гагина, дочь окольничего, князя Данилы Степановича и Татьяны Михайловны Велико-Гагиных:
- сын Иван Фёдорович
- сын Алексей Фёдорович — вотчинник Московского уезда († 1711).
- дочь Марфа Фёдоровна — жена окольничего Андрея Артамоновича Матвеева[1]

## Критика
Его мать Степанида Васильевна, названа мачехой при продаже ему своих вотчин. Историк Е. В. Богданович приписывает ему, что тот был (1658) сотенным головою в Польском походе, но это был его дядя Фёдор Никитич Барятинский, а не он. Е. В. Богданович, также приписывает ему воеводство в Перми (1663), то в этом можно сильно сомневаться и по молодости князя и по тому что он на это время был жильцом, также это не подтверждается другими документами. В вотчинной справке по Арзамасу видно, что князь Юрий Фёдорович умер († 1696) и его жена названа вдовой (1699), но в Древней Российской Вивлиофике, в описании погребения царевны Татьяны Михайловны, находим окольничего, князя Фёдора Юрьевича Барятинского, дневавшим (16 и 28 сентября 1706) и следовательно бывшего тогда живым.